# Dicarbonílic
El grup carbonil consisteix en un àtom de carboni que està unit a un àtom d'oxigen a través d'un enllaç doble. Aquest tipus d'enllaç es troba com a part de moltes molècules importants, com els aldehids i les cetones. Les aldehids tenen el grup carbonil a l'extrem de la cadena de carboni, mentre que les cetones tenen el grup carbonil enmig de la cadena de carboni.
L'enllaç dicarbonílic es forma quan hi ha dos àtoms de carboni consecutius en una molècula que estan units per aquest grup carbonil. Aquest enllaç és important en moltes reaccions químiques i té un paper clau en la química orgànica.